# Zachu
Zachu (arab. زاخو, Zākhū; kurd. زاخو, Zaxo) – miasto w północnym Iraku, w muhafazie Dahuk. Zamieszkane jest głównie przez Kurdów. Liczy około 200 tys. mieszkańców.